# Braunila
Braunila je instrument koji se koristi u medicini u terapijske, ali i u dijagnostičke svrhe. Sastoji se od plastičnog i metalnog dijela. Plastični dio je cjevčica koja ostaje u veni, a metalni dio je igla dužine cjevčice koji služi kao mandren. Pomoću braunile se daju lijekovi. Ona je veoma korisna jer se pacijent ne mora bosti svaki put kad prima terapiju. Bolnički pacijenti primaju terapiju tokom dužeg vremenskog perioda. Braunila može da ostane u veni, uz kvalitetno održavanje, i do 5 dana.